# پخروت
پخروت (به ارمنی: Փուխրուտ) یک منطقهٔ مسکونی در ارمنستان است که در استان سیونیک واقع شده‌ است. در ۷ کیلومتری شمال‌شرق لرنادزور واقع شده‌ است.

## خصوصیات
پخروت کیلومترمربع مساحت و نفر جمعیت دارد و در ارتفاع متر بالاتر از سطح دریا قرار گرفته‌است.